# Sirutar
Sirutar (nepalski: सिरुटार) – gaun wikas samiti w środkowej części Nepalu w strefie Bagmati w dystrykcie Bhaktapur. Według nepalskiego spisu powszechnego z 2001 roku liczył on 830 gospodarstw domowych i 4532 mieszkańców (2259 kobiet i 2273 mężczyzn).